# José Rita Seixas
José Joaquim Rita Seixas  (Lagoa, 1 de Fevereiro de 1898 — Barreiro, 7 ou 8 de Abril de 1981), foi um professor português.

## Biografia
Nasceu no concelho de Lagoa, no Algarve, em 1 de Fevereiro de 1898. Frequentou o Liceu e a Escola Normal em Faro, onde também tirou o curso de professor do Magistério primário.
Começou a sua carreira como professor no ensino particular, mas em 1929 foi colocado numa escola masculina no Barreiro, vila onde passou a maior parte da sua carreira. Em 1 de Fevereiro desse ano fundou uma escola, em conjunto com a professora Lucinda do Nascimento Cabrita, iniciativa que teve um grande impacto na vila, uma vez que então só existia uma outra instituição, uma escola do Conde de Ferreira, que se tinha tornado demasiado pequena para a crescente população. Em 1930 fundou o Colégio Barreirense, que teve um grande sucesso, tendo sido pouco depois convertido num extrenato para alunos de ambos os sexos. José Rita Seixas foi ali professor durante cerca de meio século, tendo ficado ligado a sucessivas gerações de residentes da vila. Deixou igualmente um vasto contributo no campo das letras, tendo colaborado em diversos jornais e revistas, e publicado em 1959 o livro Educação... - Recordando.... Em 1961, participou no I Colóquio Gonçalino, em Lagos, sobre o qual publicou a obra Por Terras de São Gonçalo de Lagos em 1963. Devido ao seu contributo para o desenvolvimento do ensino no concelho, a Câmara Municipal do Barreiro condecorou-o em 7 de Outubro de 1973 com a Medalha Municipal de Prata de Bons Serviços. Em Junho de 2000 a autarquia concedeu-lhe postumamente a medalha de honra da Cidade do Barreiro, e em 6 de Abril de 2005 o seu nome foi colocado numa rua na freguesia do Alto do Seixalinho. Em 2010, a escola que ocupa o local do antigo edifício do Colégio Barreirense recebeu o nome de  Escola EB1/JI José Joaquim Rita Seixas.
Faleceu em 7 ou 8 de Abril de 1981, aos 82 anos de idade, no Barreiro. O corpo foi depositado no Cemitério de Vila Chã. Casou com Lucinda do Nascimento Cabrita, tendo sido pai da artista Lucinda Amélia Cabrita Seixas da Cunha Chagas.